# Andreas Hänni
Andreas Hänni (* 4. Januar 1979 in Erlenbach ZH) ist ein ehemaliger Schweizer Eishockeyspieler, der zuletzt beim SC Bern in der National League A unter Vertrag stand.

## Karriere
Andreas Hänni begann seine Karriere als Eishockeyspieler beim HC Ambrì-Piotta, für dessen Profimannschaft er von 1996 bis 1998 in der Nationalliga A aktiv war. Parallel kam er als Leihspieler für den HC Luzern und den Lausanne HC in der Nationalliga B zum Einsatz. Die Saison 1998/99 verbrachte der Verteidiger beim kanadischen Juniorenteam Cornwall Colts, ehe er von 1999 bis 2002 erneut für den HC Ambrì-Piotta in der NLA auflief. In seinem ersten Jahr nach seiner Rückkehr in die Schweiz spielte er parallel erneut für den Lausanne HC in der NLB. Zur Saison 2002/03 wechselte er innerhalb der NLA zum HC Lugano, mit dem er auf Anhieb den nationalen Meistertitel gewann. Diesen Erfolg konnte er mit Lugano in der Saison 2005/06 wiederholen. Während seiner Zeit beim HCL trat er parallel in einigen Spielen für den NLB-Teilnehmer EHC Chur an. 
Zur Saison 2009/10 wurde Hänni vom NLA-Teilnehmer SC Bern verpflichtet. Mit diesem wurde er ebenfalls auf Anhieb Schweizer Meister. In der Saison 2013/14 absolvierte Hänni ausserdem 15 NLA-Partien als Leihspieler für den EHC Biel.
Nach einer verletzungsbedingten Auszeit von einem Jahr aufgrund eines schweren Schädel-Hirn-Trauma – Hänni hatte die vierte Hirnerschütterung seiner Karriere erlitten – beendete er im Sommer 2015 seine aktive Karriere endgültig.

## Erfolge und Auszeichnungen
- 2003 Schweizer Meister mit dem HC Lugano
- 2006 Schweizer Meister mit dem HC Lugano
- 2010 Schweizer Meister mit dem SC Bern
- 2013 Schweizer Meister mit dem SC Bern

## Karrierestatistik
(Legende zur Spielerstatistik: Sp oder GP = absolvierte Spiele; T oder G = erzielte Tore; V oder A = erzielte Assists; Pkt oder Pts = erzielte Scorerpunkte; SM oder PIM = erhaltene Strafminuten; +/− = Plus/Minus-Bilanz; PP = erzielte Überzahltore; SH = erzielte Unterzahltore; GW = erzielte Siegtore; 1 Play-downs/Relegation; Kursiv: Statistik nicht vollständig)